# Thanos Petrelis
Athanasios „Thanos“ Petrelis (griechisch Αθανάσιος «Θάνος» Πετρέλης, * 27. September 1975 in Athen), bekannt unter seinem Künstlernamen Thanos Petrelis, ist ein griechischer Sänger.

## Karriere
Seine Musikkarriere begann im Jahr 2004 mit der Veröffentlichung des Debüt-Albums Eihe to hroma t' ouranou.
Er hat seitdem mit bekannten griechischen Künstlern wie Elli Kokkinou und Despina Vandi zusammengearbeitet.
Der im Jahr 2005 veröffentlichte Song I Oraia wurde vier Jahre später vom türkischen Sänger Emir erfolgreich gecovert (siehe Eline Düştüm). Der Song Adiorthoti aus dem Jahr 2007 wurde später von Babutsa und Toni Storaro gecovert.
Daneben machte Petrelis mit weiteren Hits wie Pes Mou, Aman Kai Pos oder Thelis De Thelis auf sich aufmerksam.

## Diskografie

### Alben
- 2004: Iche to chroma t' Ouranou
- 2005: Thymisis kati apo Ellada
- 2007: Ime akomi eleftheros
- 2013: Vitrina Esthimaton

### Live-Alben
- 2009: Live

### Kompilationen
- 2009: Megales Epitychies
- 2016: Best of

### EPs
- 2006: Eftichos
- 2009: To Pechnidi Ine Pleon Diko Mou
- 2023: Music Box Sessions

### Singles (Auswahl)
- 2004: To Ema Mou (Iche to chroma t' Ouranou)
- 2004: Den Echo Matia Gi' Alli
- 2005: I Orea
- 2005: Kernao
- 2005: Kanto An M'Agapas (mit Despina Vandi)
- 2006: Adiaforos (mit Elli Kokkinou)
- 2006: Eftychos
- 2007: Adiorthoti
- 2007: Aman Ke Pos
- 2009: Efcharisto
- 2010: Thelo Ke Ta Patheno
- 2014: Pes Mou (mit Christina Miliou)
- 2015: Thelis De Thelis (Original: Tony Gatlif, Beata Palya, Sandu Ciorba – Tchiki Tchiki)
- 2020: (Kounia Mpela) حرك جسمك

Quelle: